# (5705) Эрик Стеркен
(5705) Эрик Стеркен (лат. Ericsterken) — типичный астероид главного пояса. Открыт 21 октября 1965 года бельгийским астроном по имени Анри Дебеонь в обсерватории близ города Уккел. Назван в честь садовника и ландшафтного дизайнера Эрика Стеркена (англ. Eric Sterken, 1948—1998), который ухаживал за садами Брюссельского планетария.